# Slag bij Steenkerke

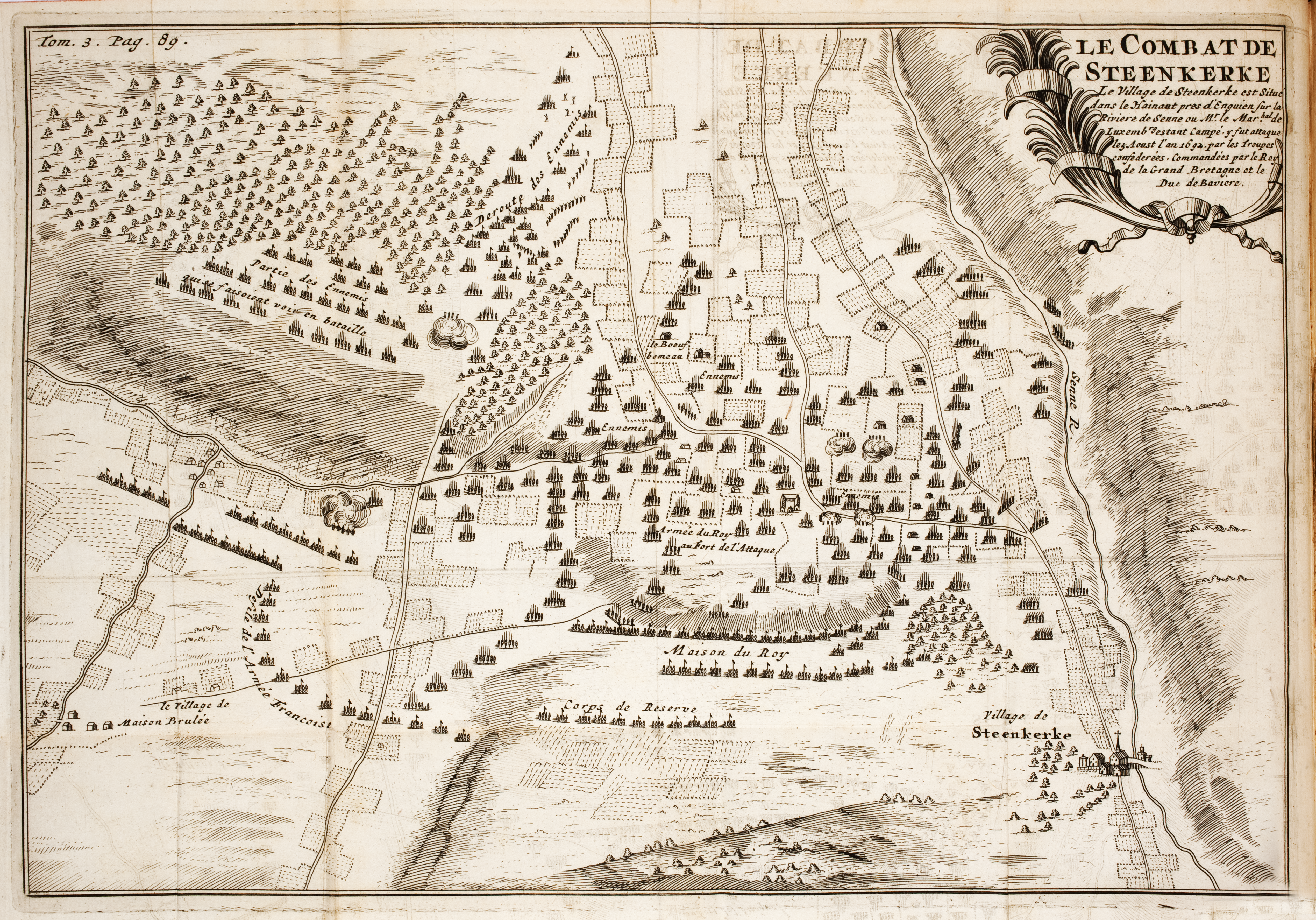
Overzicht van de Slag bij Steenkerke

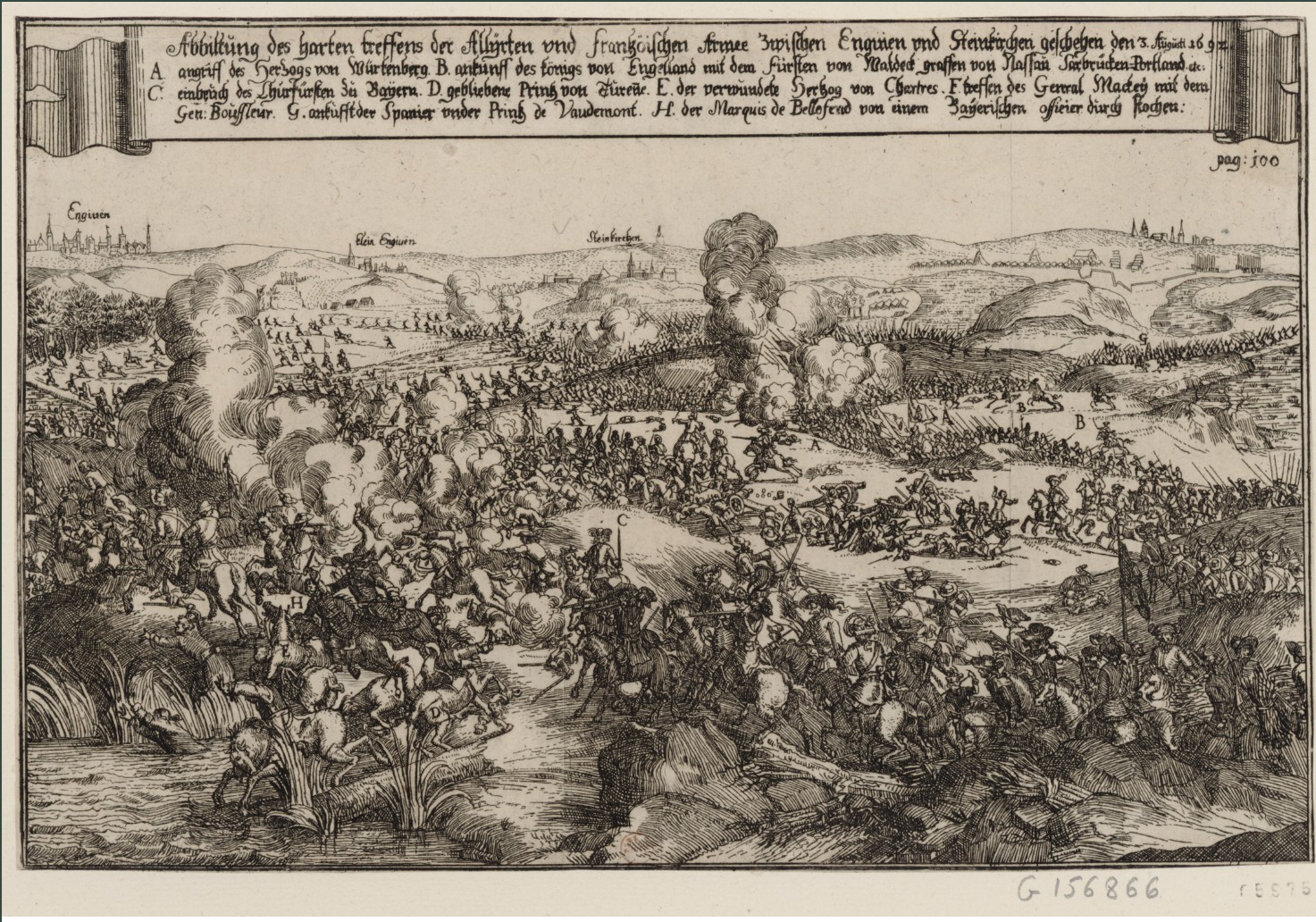
Slag bij Steenkerke

De Slag bij Steenkerke was een belangrijke veldslag in de Negenjarige Oorlog, die plaatsvond op 3 augustus 1692 nabij het dorp Steenkerke in Henegouwen tussen een Frans leger onder maarschalk de Montmorency-Luxembourg en een Engels-Nederlands leger onder koning-stadhouder Willem III van Oranje, die de Spaanse Nederlanden verdedigde.
Hoewel de officiële Franse naam van het dorp "Steenkerque" is, staat de slag in Frankrijk bekend als de "bataille de Steinkerque", terwijl in het Engels Steenkirk of Steinkirk werd geschreven.
Nadat de Fransen in juni 1692 de belangrijke na een beleg vesting Namen hadden veroverd vestigde Willem III zich met een leger van 80.000 man nabij Halle. Montmorency-Luxembourg, die vreesde dat het de bedoeling was Namen te heroveren, zond 20.000 man onder generaal Louis-François de Boufflers om de vesting te verdedigen en bleef zelf met 50.000 man in een kamp nabij Steenkerke.
Willem III wilde van zijn overmacht profiteren. Om de Fransen te verrassen maakte hij gebruik van een list. Hij liet een gevangengenomen Franse spion een brief sturen die Luxembourg moest doen denken dat de geallieerden op 3 augustus een rustdag zouden houden en dat de troepen die het kamp verlieten slechts foerage verzamelden. De Fransen trapten hier volledig in. Op 3 augustus trok de hertog van Württemberg eropuit met de voorhoede bestaande uit ongeveer 5.000 Nederlandse, Engelse, Deense en Duitse infanteristen en zestien artillerie stukken. Volgens het plan zou hij de Fransen uit Steenkerke moeten verdrijven en zich daar dan vervolgens handhaven, totdat de rest van het leger was aangekomen. 
Hoewel totaal verrast, wisten de Fransen stand te houden. De rest van het geallieerde leger kwam namelijk niet op tijd aan. Een korps, bestaande uit 8.000 man, onder veldmaarschalk Nassau-Saarbrücken kwam ook later dan verwacht aan, maar kon nog wel deelnemen aan het gevecht. Hoewel zij eerst succesvol waren liep de aanval vast toen steeds meer Franse troepen arriveerden op het slagveld. Omdat de rest van het geallieerde leger nog steeds niet gearriveerd was, besloot Willem III rond zes uur om de aanval af te breken. Boufflers was inmiddels met zijn troepen teruggeroepen en kwam tijdig aan om nog deel te kunnen nemen aan de slag. 
De Fransen die dachten dat ze de veldslag al gewonnen hadden gingen achter de Nederlandse troepen aan. Dat kwam ze echter duur te staan. Onverwacht kwamen ze in conflict met de troepen van Solms en Hendrik Casimir die tot dan toe in de bossen verdwaald waren geweest. De strijd duurde tot het vallen van de nacht. De Fransen overnachtten op het slagveld terwijl de Engels-Nederlandse troepen terugkeerden naar hun kamp bij Halle.  
Uiteindelijk hadden beide partijen allebei ongeveer evenveel verliezen geleden. Met 15.000-16.000 doden en gewonden op een dag was niet de bloedigste veldslag uit deze periode; de Slag bij Neerwinden een jaar later was nog gewelddadiger. 
Het slagveld bevond zich net ten westen van de dorpskern. Sinds 2019 is er een educatieve wandelroute met informatieborden uitgezet.

## "Steinkirk"
Omdat ze in de vroege ochtend verrast werden moesten de Franse hoge officieren zich snel aankleden en hadden ze niet de tijd om hun kanten halsdoeken van hun uniform op een behoorlijke manier vast te knopen. Ze droegen de halsdoek daarom los rond de nek gedraaid. Zo ontstond de mode van cravate à la Steinkerque of de steinkirk, een voorloper van de moderne das.  